# Santanghu (ort i Kina, Xinjiang Uygur Zizhiqu, lat 44,23, long 93,33)
Santanghu (kinesiska: 三塘湖乡) är en ort i Kina. Den ligger i den autonoma regionen Xinjiang, i den nordvästra delen av landet, omkring 460 kilometer öster om regionhuvudstaden Ürümqi. Antalet invånare är 1 953. Befolkningen består av 503 kvinnor och 1 450 män. Barn under 15 år utgör 4,0 %, vuxna 15-64 år 88 %, och äldre över 65 år 6,0 %.
Runt Santanghu är det mycket glesbefolkat, med 2 invånare per kvadratkilometer. Det finns inga andra samhällen i närheten. Trakten runt Santanghu är ofruktbar med lite eller ingen växtlighet.
Genomsnittlig årsnederbörd är 114 millimeter. Den regnigaste månaden är juni, med i genomsnitt 28 mm nederbörd, och den torraste är januari, med 2 mm nederbörd.